# Équation de Wheeler-DeWitt
L'équation de Wheeler-DeWitt est une équation de champ. Elle fait partie d'une théorie de la gravité quantique qui tente de combiner mathématiquement la mécanique quantique et la relativité générale. Suivant l'approche nommée d'après ses auteurs John Archibald Wheeler et Bryce DeWitt, le temps joue un rôle différent du temps de la mécanique quantique non relativiste, conduisant au « problème du temps ». Une propriété étonnante de cette équation qui se veut fondamentale dans la description du monde est qu'elle n'a pas recours à une variable de temps.

## Postérité
En 1987, Carlo Rovelli et Lee Smolin annoncent avoir obtenu une nouvelle version de l'équation de Wheeler-DeWitt, qu'ils estiment mieux définie que l'équation originale, et lui avoir trouvé de nombreuses solutions. La plus simple est déterminée par une unique boucle du champ gravitationnel, qui représente un univers constitué d'un filament d'espace et de rien d'autre. Pour représenter notre monde, il suffit de superposer un grand nombre de solutions constituées chacune d'une seule boucle, obtenant ainsi un « tissu » formé d'un nombre immense mais fini de boucles. En l'absence de masses, les boucles du champ gravitationnel sont fermées ; au voisinage d'une masse elles s'ouvrent, comme celles du champ électromagnétique sous l'action d'une charge. Ces boucles ont une taille de l'ordre de 10−33 cm (l'échelle de Planck). C'est au niveau des particules élémentaires et de l'échelle de Planck que se produisent les interactions élémentaires entre masses et boucles, chaque particule étant l'extrémité d'un certain nombre de lignes du champ gravitationnel. On pourrait dire que l'espace est ainsi devenu granulaire, discontinu ; Carlo Rovelli préfère dire qu'il n'y a plus d'espace, il n'y a que des particules, des champs et des boucles du champ gravitationnel, en interaction.